# Красный Посёлок (Ленинградская область)
Красный Посёлок — ныне не существующий посёлок на территории Нурминского сельского поселения Тосненского района Ленинградской области.

## История
Во второй половине XIX века в этой местности селились освобождённые эстонские крестьяне. Их хутора назывались «кюльвия» — «сеятель».
На картах до 1925 года населённый пункт на данном месте не обозначен.
1 августа 1927 г. был создан Колпинский район Ленинградской области, в составе которого с 1929 г. действовал Эстонский национальный сельсовет. Административным центром поселения служил посёлок Эстонский.
В 1930 году был организован эстонский колхоз «Кюльвая». Заведующим МТФ колхоза «Кюльвая» был Рудольф Крузе (указано, что родился в 1898 году в пос. Эстонский. Расстрелян 6 сентября 1937 г.). Позже его сменил Аугуст Сютть.
По данным 1933 года в Эстонский сельсовет входили 8 населённых пунктов: деревни Нурма, Нечеюрть, Иголино, Жар-Жино, Горки, Контуль, Пендиколово, пос. Эстонский.
На топографической карте Эстонии 1938 года Estonski posjolok указан возле Нурмы.
Указами Президиума Верховного Совета РСФСР от 22 февраля и 19 сентября 1939 г. Эстонский сельсовет был ликвидирован и присоединён к Шапкинскому сельсовету. Эстонский посёлок был переименован в Красный посёлок.
В справочнике «Административно-территориальное деление Ленинградской области» 1966 года Красный Посёлок не значится.
В 1992 году в окрестностях начало формироваться СНТ «Кюльвия», состоящее из садоводств «Кюльвия» и «Кюльвия-2». До СНТ ходит автобусный маршрут № 337 от вокзала г. Тосно.